# Gears of War
Gears of War este un joc video de tip third-person shooter dezvoltat de Epic Games și publicat de Microsoft Game Studios. Jocul a fost lansat în Europa pe 12 noiembrie 2006 și este disponibil pentru Xbox 360, dar și pentru Windows (PC).
Gears of War a vândut mai mult de 3 milioane de copii în doar 10 săptămâni, fiind cel mai vândut joc în anul 2006.
1. 1 2 3   https://cdaction.pl/gry/gears-of-war, accesat în 4 februarie 2025 Lipsește sau este vid: |title= (ajutor)
2. ↑   https://cdaction.pl/gry/gears-of-war-2, accesat în 4 februarie 2025 Lipsește sau este vid: |title= (ajutor)
3. ↑  Pages in category "Post-apocalyptic video games" (în engleză)
4. ↑  Category:Post-apocalyptic - PCGamingWiki PCGW - bugs, fixes, crashes, mods, guides and improvements for every PC game (în engleză)